# Крістіан Муллек

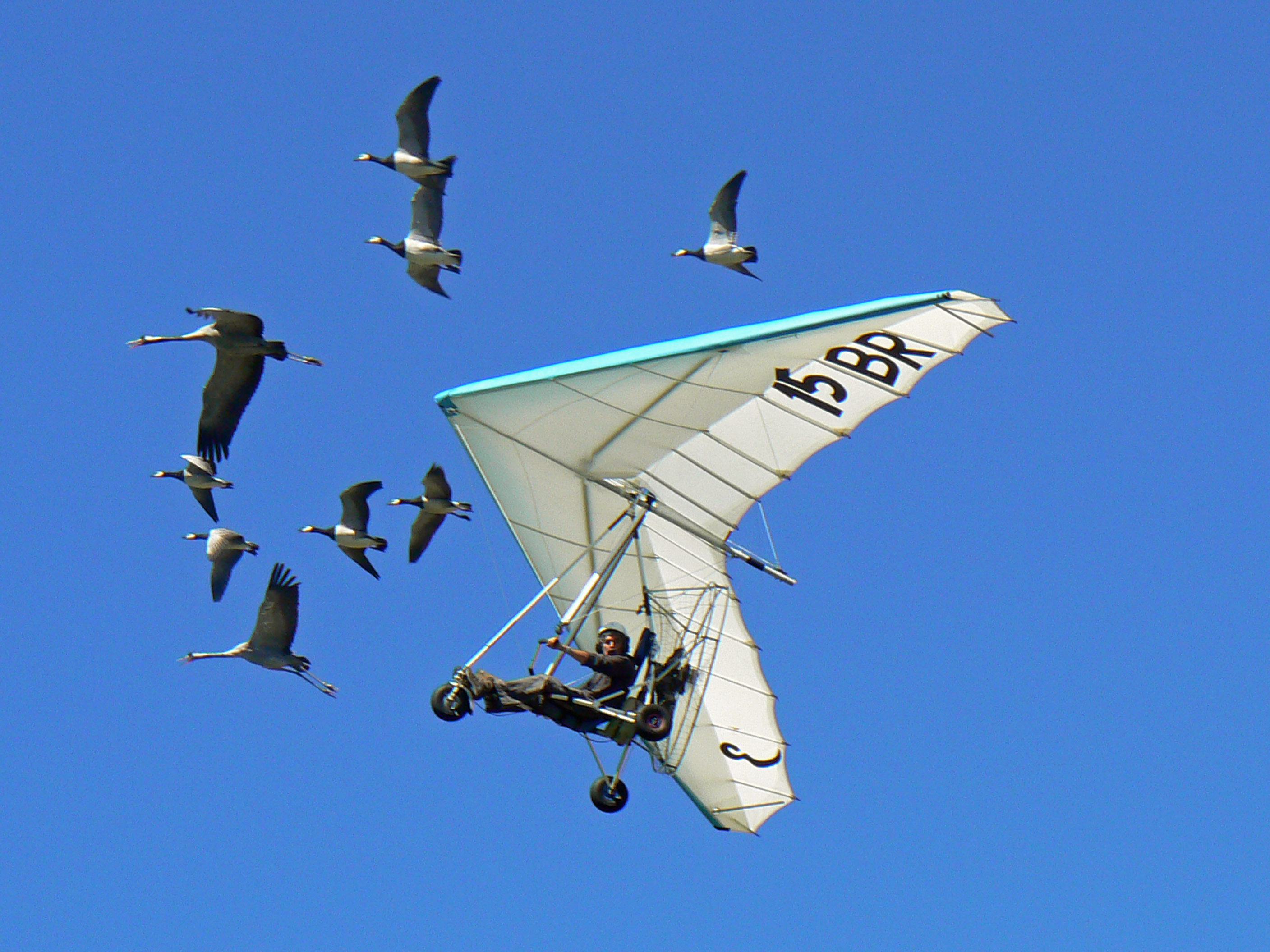
Крістіан Муллек супроводжує перелітних птахів

Крістіан Муллек (нар. 14 січня 1960) — французький метеоролог, орнітолог, фотограф та еко-активіст.

## Популярність
1995 року Муллек привернув увагу громадськості до проблеми впливу людини на шляхи міграції перелітних птахів. Зокрема, він зауважив, що білолобим гусям все складніше здійснювати щорічний переліт із Німеччини до Швеції через відстріли та зростання кількості авіамаршрутів. Після консультацій із австрійським зоологом Конрадом Лоренцем Муллек навчився приручати гусей і супроводжувати їхній політ надлегким літаком, спрямовуючи зграю безпечним маршрутом, уникаючи небезпек (аеропорти, лінії електропередач, мисливці тощо) та світлового забруднення.
Муллек також бере активну участь у заходах щодо захисту гуски малої (Anser erythropus), якій загрожує зникнення.
Історія Крістіана Муллека лягла в основу фільму «Дай мені крила» французького режисера Ніколя Ваньє. Прем'єра фільму відбулася у Франції 25 жовтня 2019 року.